# كارل جون ليند
كارل جون ليند (بالسويدية: Carl Johan Lind)‏ هو منافس ألعاب قوى سويدي، ولد في 25 مايو 1883 في كارلسكوغا في السويد، وتوفي في 2 فبراير 1965 في كارلستاد في السويد.

## وصلات خارجية
- كارل جون ليند على موقع اللجنة الأولمبية الدولية (الإنجليزية)
- كارل جون ليند على موقع أوليمبيديا (الإنجليزية)
- كارل جون ليند على موقع اللجنة الأولمبية السويدية (السويدية)